# تونی آیتکن
تونی آیتکن (انگلیسی: Tony Aitken؛ زادهٔ ۲۰ ژوئن ۱۹۴۶) یک هنرپیشه اهل بریتانیا است.
وی بازیگر فیلم‌هایی همچون بازمانده روز و پوآرو (فصل اول) بوده است.